# Grammy Awards 2023
La 65ª edizione dei Grammy Award (65th Annual Grammy Awards) si è tenuto il 5 febbraio 2023 presso la Crypto.com Arena di Los Angeles.
I premi sono stati assegnati alle migliori canzoni, registrazioni, artisti e composizioni le cui date di pubblicazione rientravano nel periodo tra il 1º ottobre 2021 e il 30settembre 2022 e poi conferiti dai membri della The Recording Academy il 5 febbraio 2023.
Le candidature sono state annunciate il 15 novembre 2022. Beyoncé ha ricevuto il maggior numero di candidature con nove, seguita da Kendrick Lamar con otto, Adele con sette, Future, Harry Styles, Mary J. Blige e DJ Khaled con sei ciascuno. Il rapper e produttore discografico Jay-Z, con cinque candidature, ha raggiunto la moglie Beyoncé come artista con più candidature nella storia dei Grammy, con ottantotto candidature combinate a testa.
La cantante Beyoncé e la band Maverick City Music sono stati gli artisti più premiati dell'edizione con quattro riconoscimenti. Con la vittoria nella categoria al miglior album dance/elettronico per Renaissance, Beyoncé ha superato il direttore d'orchestra Georg Solti per il record del maggior numero di Grammy vinti nella storia della cerimonia, con 32 riconoscimenti complessivi. Nel corso della premiazione Viola Davis ha ottenuto lo status di EGOT, ottenendo il Grammy Award al miglior album parlato per il suo libro Finding Me.

## Vincitori e candidati

### Categorie principali

#### Registrazione dell'anno
- About Damn Time - Lizzo; Ricky Reed e Blake Slatkin (produttori); Patrick Kehrier, Bill Malina e Manny Marroquin (ingegneri/mixers); Emerson Mancini (ingegnere del mastering)
- Don't Shut Me Down - ABBA; Benny Andersson (produttori); Benny Andersson e Bernard Löhr (ingegneri/mixers); Björn Engelmann (ingegnere del mastering)
- Easy on Me - Adele; Greg Kurstin (produttore); Julian Burg, Tom Elmhirst e Greg Kurstin  (ingegneri/mixers); Randy Merrill (ingegnere del mastering)
- Break My Soul - Beyoncé; Beyoncé, Terius "The-Dream" Gesteelde-Diamant, Jens Christian Isaksen e Christopher "Tricky" Stewart (produttori); Brandon Harding, Chris McLaughlin e Stuart White (ingegneri/mixers); Colin Leonard (ingegnere del mastering)
- Good Morning Gorgeous - Mary J. Blige; D'Mile & H.E.R. (produttori); Bryce Bordone, Șerban Ghenea e Pat Kelly (ingegneri/mixers)
- You and Me on the Rock - Brandi Carlile e Lucius; Dave Cobb & Shooter Jennings (produttori); Brandon Bell, Tom Elmhirst e Michael Harris (ingegneri/mixers); Pete Lyman (ingegnere del mastering)
- Woman - Doja Cat; Crate Classics, Linden Jay, Aynzli Jones & Yeti Beats (produttori); Jesse Ray Ernster, Tyler Sheppard, Kalani Thompson e Rian Lewis (ingegneri/mixers); Mike Bozzi (ingegnere del mastering)
- Bad Habit - Steve Lacy; Steve Lacy (cantante); Neal Pogue e Karl Wingate (ingegneri/mixers); Mike Bozzi (ingegnere del mastering)
- The Heart Part 5 - Kendrick Lamar; Beach Noise (produttore); Beach Noise, Rob Bisel, Ray Charles Brown Jr., James Hunt, Johnny Kosich, Matt Schaeffer e Johnathan Turner (ingegneri/mixers); Emerson Mancini (ingegnere del mastering)
- As It Was - Harry Styles; Tyler Johnson e Kid Harpoon (produttori); Jeremy Hatcher e Spike Stent (ingegneri/mixers); Randy Merrill (ingegnere del mastering)

#### Canzone dell'anno
- Just Like That... - Bonnie Raitt; scritta da Bonnie Raitt
- ABCDEFU - Gayle; scritta da Sara Davis, Gayle e Dave Pittenger
- About Damn Time - Lizzo; scritta da Mellisa "Lizzo" Jefferson, Eric Frederic, Blake Slatkin e Theron Makiel Thomas
- All Too Well (10 Minute Version) - Taylor Swift; scritta da Liz Rose e Taylor Swift
- As It Was - Harry Styles; scritta da Tyler Johnson, Kid Harpoon e Harry Styles
- Bad Habit - Steve Lacy; scritta da Matthew Castellanos, Britanny Fousheé, Diana Gordon, John Carroll Kirby e Steve Lacy
- Break My Soul - Beyoncé; scritta da Beyoncé, S. Carter, Terius "The-Dream" Gesteelde-Diamant e Christopher A. Stewart
- Easy on Me - Adele; scritta da Adele Adkins e Greg Kurstin
- God Did - DJ Khaled feat. Rick Ross, Lil Wayne, Jay-Z, John Legend e Fridayy; scritta da Tarik Azzouz, E. Blackmon, Khaled Khaled, F. LeBlanc, Shawn Carter, John Stephens, Dwayne Carter, William Roberts e Nicholas Warwar
- The Heart Part 5 - Kendrick Lamar; scritta da Jake Kosich, Johnny Kosich, Kendrick Lamar & Matt Schaeffer

#### Album dell'anno
- Harry's House – Harry Styles; Tyler Johnson, Kid Harpoon e Sammy Witte (produzione); Jeremy Hatcher, Oli Jacobs, Nick Lobel, Spike Stent e Sammy Witte, (ingegneria/missaggio); Amy Allen, Tobias Jesso Jr., Tyler Johnson, Kid Harpoon, Mitch Rowland, Harry Styles e Sammy Witte (testi); Randy Merrill (mastering)
- Voyage – ABBA; Benny Andersson (produzione); Benny Andersson e Bernard Löhr (ingegneria/missaggio); Benny Andersson e Björn Ulvaeus (testi); Björn Engelmann (mastering)
- 30 – Adele; Shawn Everett, Ludwig Göransson, Inflo, Tobias Jesso Jr., Greg Kurstin, Max Martin, Joey Pecoraro e Shellback (produzione); Julian Burg, Steve Churchyard, Tom Elmhirst, Shawn Everett, Șerban Ghenea, Sam Holland, Michael Ilbert, Inflo, Greg Kurstin, Riley Mackin e Lasse Mårtén (ingegneria/missaggio); Adele Adkins, Ludwig Göransson, Dean Josiah Cover, Tobias Jesso Jr., Greg Kurstin, Max Martin e Shellback (testi); Randy Merrill (mastering)
- Un verano sin ti – Bad Bunny; Rauw Alejandro, Buscabulla, Chencho Corleone, Jhay Cortez, Tony Dize, Bomba Estéreo e The Marías (artisti featuring); Demy e Clipz, Elikai, HAZE, La Paciencia, Cheo Legendary, MAG, MagicEnElBeat, Mora, Jota Rosa, Subelo Neo e Tainy (produzione); Josh Gudwin e Roberto Rosado (ingegneria/missaggio); Raul Alejandro Ocasio Ruiz, Benito Antonio Martinez Ocasio, Raquel Berrios, Joshua Conway, Mick Coogan, Orlando Javier Valle Vega, Jesus Nieves Cortes, Luis Del Valle, Marcos Masis, Gabriel Mora, Elena Rose, Liliana Margarita Saumet e Maria Zardoya (testi); Colin Leonard (mastering)
- Renaissance – Beyoncé; Beam, Grace Jones e Tems (artisti featuring); Jameil Aossey, Bah, Beam, Beyoncé, BloodPop, Boi-1da, Cadenza, Al Cres, Mike Dean, Honey Dijon, Kelman Duran, Harry Edwards, Terius "The-Dream" Gesteelde-Diamant, Ivor Guest, GuiltyBeatz, Hit-Boy, Jens Christian Isaksen, Leven Kali, Lil Ju, MeLo-X, No I.D., Nova Wav, Chris Penny, P2J, Rissi, S1a0, Raphael Saadiq, Neenyo, Skrillex, Luke Solomon, Christopher "Tricky" Stewart, Jahaan Sweet, Syd, Sevn Thomas, Sol Was e Stuart White (produzione); Chi Coney, Russell Graham, Guiltybeatz, Brandon Harding, Hotae Alexander Jang, Chris McLaughlin, Delroy "Phatta" Pottinger, Andrea Roberts, Steve Rusch, Jabbar Stevens e Stuart White (ingegneria/missaggio); Denisia "@Blu June" Andrews, Danielle Balbuena, Tyshane Thompson, Kevin Marquis Bellmon, Sydney Bennett, Beyoncé, Jerel Black, Michael Tucker, Atia Boggs p/k/a Ink, Dustin Bowie, David Debrandon Brown, S. Carter, Nija Charles, Sabrina Claudio, Solomon Fagenson Cole, Brittany "@Chi_Coney" Coney, Alexander Guy Cook, Levar Coppin, Almando Cresso, Mike Dean, Saliou Diagne, Darius Scott, Jocelyn Donald, Jordan Douglas, Aubrey Drake Graham, Kelman Duran, Terius "The-Dream" Gesteelde-Diamant, Dave Giles II, Derrick Carrington Gray, Nick Green, Larry Griffin Jr, Ronald Banful, Dave Hamelin, Aviel Calev Hirschfield, Chauncey Hollis, Jr., Ariowa Irosogie, Leven Kali, Ricky Lawson, Tizita Makuria, Julian Martrel Mason, Daniel Memmi, Cherdericka Nichols, Ernest "No I.D." Wilson, Temilade Openiyi, Patrick Paige II From The Internet, Jimi Stephen Payton, Christopher Lawrence Penny, Michael Pollack, Richard Isong, Honey Redmond, Derek Renfroe, Andrew Richardson, Morten Ristorp, Nile Rodgers, Oliver Rodigan, Freddie Ross, Raphael Saadiq, Matthew Samuels, Sean Seaton, Skrillex, Corece Smith, Luke Francis Matthew Solomon, Jabbar Stevens, Christopher A. Stewart, Jahaan Sweet, Rupert Thomas, Jr. e Jesse Wilson (testi); Colin Leonard (mastering)
- Good Morning Gorgeous (Deluxe) – Mary J. Blige; DJ Khaled, Dave East, Fabolous, Fivio Foreign, Griselda, H.E.R., Jadakiss, Moneybagg Yo, Ne-Yo, Anderson .Paak, Remy Ma e Usher (artisti featuring); Alissia, Tarik Azzouz, Bengineer, Blacka Din Me, Rogét Chahayed, Cool & Dre, Ben Billions, DJ Cassidy, DJ Khaled, D'Mile, Wonda, Bongo Bytheway, H.E.R., Hostile Beats, Eric Hudson, London on da Track, Leon Michels, Nova Wav, Anderson.Paak, Sl!Mwav, Streetrunner, Swizz Beatz e J. White Did It (produzione); Derek Ali, Ben Chang, Luis Bordeaux, Bryce Bordone, Lauren D'Elia, Chris Galland, Șerban Ghenea, Akeel Henry, Jaycen Joshua, Pat Kelly, Jhair Lazo, Shamele Mackie, Manny Marroquin, Dave Medrano, Ari Morris, Parks, Juan Peña, Ben Sedano, Kev Spencer, Julio Ulloa e Jodie Grayson Williams (ingegneria/missaggio); Alissia Beneviste, Denisia "Blu June" Andrews, Archer, Bianca Atterberry, Tarik Azzouz, Mary J. Blige, David Brewster, David Brown, Shawn Butler, Rogét Chahayed, Ant Clemons, Brittany "Chi" Coney, Kasseem Dean, Benjamin Diehl, DJ Cassidy, Jocelyn Donald, Jerry Duplessis, Uforo Ebong, Dernst Emile II, John Jackson, Adriana Flores, Gabriella Wilson, Shawn Hibbler, Charles A. Hinshaw, Jamie Hurton, Eric Hudson, Jason Phillips, Khaled Khaled, London Holmes, Andre "Dre" Christopher Lyon, Reminisce Mackie, Leon Michels, Jerome Monroe, Jr., Kim Owens, Brandon Anderson, Jeremie "Benny The Butcher" Pennick, Bryan Ponce, Demond "Conway The Machine" Price, Peter Skellern, Shaffer Smith, Nicholas Warwar, Deforrest Taylor, Tiara Thomas, Marcello "Cool" Valenzano, Alvin "Westside Gunn" Worthy, Anthony Jermaine White e Leon Youngblood (testi)
- In These Silent Days – Brandi Carlile; (Lucius (artista featuring); Dave Cobb e Shooter Jennings (produzione); Brandon Bell, Dave Cobb, Tom Elmhirst, Michael Harris e Shooter Jennings (ingegneria/missaggio); Brandi Carlile, Dave Cobb, Phil Hanseroth and Tim Hanseroth (testi); Pete Lyman (mastering)
- Music of the Spheres – Coldplay; BTS, Jacob Collier, Selena Gomez e We Are KING (artisti featuring); Jacob Collier, Daniel Green, Oscar Holter, Jon Hopkins, Max Martin, Metro Boomin, Kang Hyo-Won, Bill Rahko, Bart Schoudel, Rik Simpson, Paris Strother e We Are KING (produzione); Guy Berryman, Jonny Buckland, Will Champion, Jacob Collier, The Dream Team, Duncan Fuller, Șerban Ghenea, Daniel Green, John Hanes, Jon Hopkins, Michael Ilbert, Max Martin, Bill Rahko, Bart Schoudel, Rik Simpson e Paris Strother (ingegneria/missaggio); Guy Berryman, Jonny Buckland, Denise Carite, Will Champion, Jacob Collier, Derek Dixie, Sam Falson, Stephen Fry, Daniel Green, Oscar Holter, Jon Hopkins, Jung Ho-Seok, Chris Martin, Max Martin, John Metcalfe, Leland Tyler Wayne, Bill Rahko, Kim Nam-Joon, Jesse Rogg, Davide Rossi, Rik Simpson, Amber Strother, Paris Strother, Min Yoon-Gi, Federico Vindver e Olivia Waithe (testi); Randy Merrill (mastering)
- Mr. Morale & the Big Steppers – Kendrick Lamar; Baby Keem, Blxst, Sam Dew, Ghostface Killah, Beth Gibbons, Kodak Black, Tanna Leone, Taylour Paige, Amanda Reifer, Sampha e Summer Walker (artisti featuring); The Alchemist, Baby Keem, Craig Balmoris, Beach Noise, Bekon, Boi-1da, Cardo, Dahi, DJ Khalil, The Donuts, FnZ, Frano, Sergiu Gherman, Emile Haynie, J.LBS, Mario Luciano, Tyler Mehlenbacher, OKLAMA, Rascal, Sounwave, Jahaan Sweet, Tae Beast, Duval Timothy e Pharrell Williams (produzione); Derek Ali, Matt Anthony, Beach Noise, Rob Bisel, David Bishop, Troy Bourgeois, Andrew Boyd, Ray Charles Brown Jr., Derek Garcia, Chad Gordon, James Hunt, Johnny Kosich, Manny Marroquin, Erwing Olivares, Raymond J Scavo III, Matt Schaeffer, Cyrus Taghipour, Johnathan Turner and Joe Visciano, engineers/mixers; Khalil Abdul-Rahman, Hykeem Carter, Craig Balmoris, Beach Noise, Daniel Tannenbaum, Daniel Tannenbaum, Stephen Lee Bruner, Matthew Burdette, Isaac John De Boni, Sam Dew, Anthony Dixson, Victor Ekpo, Sergiu Gherman, Dennis Coles, Beth Gibbons, Frano Huett, Stuart Johnson, Bill K. Kapri, Jake Kosich, Johnny Kosich, Daniel Krieger, Kendrick Lamar, Ronald LaTour, Mario Luciano, Daniel Alan Maman, Timothy Maxey, Tyler Mehlenbacher, Michael John Mulé, D. Natche, OKLAMA, Jason Pounds, Rascal, Amanda Reifer, Matthew Samuels, Avante Santana, Matt Schaeffer, Sampha Sisay, Mark Spears, Homer Steinweiss, Jahaan Akil Sweet, Donte Lamar Perkins, Duval Timothy, Summer Walker e Pharrell Williams (testi); Emerson Mancini (mastering)
- Special – Lizzo; Benny Blanco, Quelle Chris, Daoud, Omer Fedi, ILYA, Kid Harpoon, Ian Kirkpatrick, Max Martin, Nate Mercereau, The Monsters & Strangerz, Phoelix, Ricky Reed, Mark Ronson, Blake Slatkin e Pop Wansel (produzione); Benny Blanco, Bryce Bordone, Jeff Chestek, Jacob Ferguson, Șerban Ghenea, Jeremy Hatcher, Andrew Hey, Sam Holland, ILYA, Stefan Johnson, Jens Jungkurth, Patrick Kehrier, Ian Kirkpatrick, Damien Lewis, Bill Malina, Manny Marroquin e Ricky Reed (ingegneria/missaggio); Amy Allen, Daoud Anthony, Jonathan Bellion, Benjamin Levin, Thomas Brenneck, Christian Devivo, Omer Fedi, Eric Frederic, Ilya Salmanzadeh, Melissa Jefferson, Jordan K Johnson, Stefan Johnson, Kid Harpoon, Ian Kirkpatrick, Savan Kotecha, Max Martin, Nate Mercereau, Leon Michels, Nick Movshon, Michael Neil, Michael Pollack, Mark Ronson, Blake Slatkin, Peter Svensson, Gavin Chris Tennille, Theron Makiel Thomas, Andrew Wansel e Emily Warren (testi); Emerson Mancini (mastering)

#### Miglior artista esordiente
- Samara Joy
- Anitta
- Omar Apollo
- Domi and JD Beck
- Latto
- Måneskin
- Muni Long
- Tobe Nwigwe
- Molly Tuttle
- Wet Leg

### Alternativa

#### Miglior album di musica alternativa
- Wet Leg - Wet Leg
- We - Arcade Fire
- Dragon New Warm Mountain I Believe In You - Big Thief
- Fossora - Björk
- Cool It Down - Yeah Yeah Yeahs

#### Miglior interpretazione di musica alternativa
- Wet Leg - Chaise Longue
- Arctic Monkeys - There'd Better Be a Mirrorball
- Big Thief - Certainty
- Florence and the Machine - King
- Yeah Yeah Yeahs feat. Perfume Genius - Spitting Off the Edge of the World

### Country

#### Miglior interpretazione country solista
- Willie Nelson - Live Forever
- Kelsea Ballerini – Heartfirst
- Zach Bryan – Something in the Orange
- Miranda Lambert – In His Arms
- Maren Morris – Circles Around This Town

#### Miglior interpretazione country di un duo o un gruppo
- Carly Pearce, Ashley McBryde - Never Wanted to Be That Girl
- Ingrid Andress e Sam Hunt - Wishful Drinking
- Brothers Osborne - Midnight Rider's Prayer
- Luke Combs e Miranda Lambert - Outrunnin' Your Memory
- Reba McEntire e Dolly Parton - Does He Love You (Revisited)
- Robert Plant ed Alison Krauss - Going Where The Lonely Go

#### Miglior canzone country
- 'Til You Can't - Cody Johnson; scritta da Matt Rogers e Ben Stennis
- Circles Around This Town - Maren Morris; scritta da Ryan Hurd, Julia Michaels, Maren Morris e Jimmy Robbins
- Doin' This - Luke Combs; scritta da Luke Combs, Drew Parker e Robert Williford
- I Bet You Think About Me (Taylor's Version) (From The Vault) - Taylor Swift feat. Chris Stapleton; scritta da Lori McKenna e Taylor Swift
- If I Was a Cowboy - Miranda Lambert; scritta da Jesse Frasure e Miranda Lambert
- I'll Love You Till The Day I Die - Willie Nelson; scritta da Rodney Crowell e Chris Stapleton

#### Miglior album country
- A Beautiful Time - Willie Nelson
- Growin' Up - Luke Combs
- Palomino - Miranda Lambert
- Ashley McBryde Presents: Lindeville - Ashley McBryde
- Humble Quest - Maren Morris

### Pop

#### Miglior album pop vocale
- Harry's House - Harry Styles
- Voyage - ABBA
- 30 - Adele
- Music Of The Spheres - Coldplay
- Special - Lizzo

#### Miglior interpretazione pop solista
- Adele - Easy on Me
- Bad Bunny - Moscow Mule
- Doja Cat - Woman
- Steve Lacy - Bad Habit
- Lizzo - About Damn Time
- Harry Styles - As It Was

#### Miglior performance pop di un duo o un gruppo
- Sam Smith e Kim Petras - Unholy
- ABBA - Don't Shut Me Down
- Camila Cabello feat. Ed Sheeran - Bam Bam
- Coldplay e BTS - My Universe
- Post Malone e Doja Cat - I Like You (A Happier Song)

#### Miglior album vocale pop tradizionale
- Higher - Michael Bublé
- When Christmas Comes Around... - Kelly Clarkson
- I Dream of Christmas - Norah Jones
- Evergreen - Pentatonix
- Thank You - Diana Ross

### Rap

#### Miglior album rap
- Mr. Morale & the Big Steppers - Kendrick Lamar
- God Did - DJ Khaled
- I Never Liked You - Future
- Come Home the Kids Miss You - Jack Harlow
- It's Almost Dry - Pusha T

#### Miglior canzone rap
- The Heart Part 5 - Kendrick Lamar; scritta da Jake Kosich, Johnny Kosich, Kendrick Lamar e Matt Schaeffer
- Churchill Downs - Jack Harlow feat.Drake; scritta da Alex Ernewein, Ryan Bakalarczyk, Boi-1da, Tahrence Brown, Rogét Chahayed ed Drake
- God Did - DJ Khaled feat. Rick Ross, Lil Wayne, Jay-Z, John Legend, Fridayy; scritta da Tarik Azzouz, E. Blackmon, DJ Khaled, F. LeBlanc, Jay-Z, John Legend, Lil Wayne, Rick Ross and Nicholas Warwar
- Pushin P - Gunna, Future feat. Young Thug, scritta da Lucas Depante, Future, Gunna, Wheezy e Young Thug
- Wait for U - Future feat. Drake, Tems; scritta da Tejiri Akpoghene, Floyd E. Bentley III, Jacob Canady, Isaac De Boni, Drake, Israel Ayomide Fowobaje, Future, Michael Mule, Oluwatoroti Oke e Tems

#### Migliore interpretazione rap melodica
- Future feat. Drake, Tems - Wait for U
- DJ Khaled feat. Future e SZA - Beautiful
- Jack Harlow - First Class
- Kendrick Lamar feat. Blxst e Amanda Reifer - Die Hard
- Latto - Big Energy (Live)

#### Miglior interpretazione rap
- Kendrick Lamar - The Heart Part 5
- DJ Khaled feat. Rick Ross, Lil Wayne, Jay-Z, John Legend e Fridayy - God Did
- Doja Cat - Vegas
- Gunna e Future feat. Young Thug - Pushin P
- Hitkidd e GloRilla - F.N.F. (Let's Go)

### Reggae

#### Miglior album reggae
- The Kalling - Kabaka Pyramid
- Gifted - Koffee
- Scorcha - Sean Paul
- Third Time's The Charm - Protoje
- Com Fly Wid Mi - Shaggy

### R&B

#### Miglior album R&B
- Black Radio III - Robert Glasper
- Good Morning Gorgeous (Deluxe) - Mary J. Blige
- Breezy (Deluxe) - Chris Brown
- Candydrip - Lucky Daye
- Watch the Sun - PJ Morton

#### Miglior album R&B progressivo
- Gemini Rights - Steve Lacy
- Operation Funk - Cory Henry
- Drones - Terrace Martin
- Starfruit - Moonchild
- Red Balloon - Tank and the Bangas

#### Miglior canzone R&B
- Cuff It -  Beyoncé; scritta da Denisia Blu June Andrews, Beyoncé, Brittany Chi Coney, The-Dream, Morten Ristorp, Nile Rodgers e Raphael Saadiq
- Good Morning Gorgeous - Mary J. Blige; scritta da Mary J. Blige, Lucky Daye, D'Mile, H.E.R. e Tiara Thomas
- Hrs & Hrs - Muni Long; scritta da Hamadi Zaabi, Dylan Graham, Muni Long, Thaddis "Kuk" Harrell, Brandon John-Baptiste, Isaac Wriston e Justin Nathaniel Zim
- Hurt Me So Good - Jazmine Sullivan; scritta da Akeel Henry, Michael Holmes, Luca Mauti, Jazmine Sullivan e Elliott Trent
- Please Don't Walk Away - PJ Morton; scritta da PJ Morton

#### Miglior interpretazione R&B
- Muni Long - Hrs & Hrs
- Beyoncé - Virgo's Groove
- Mary J. Blige feat. Anderson .Paak - Here With Me
- Lucky Daye - Over
- Jazmine Sullivan - Hurt Me So Good

#### Miglior interpretazione R&B tradizionale
- Beyoncé - Plastic Off the Sofa
- Snoh Aalegra - Do 4 Love
- Mary J. Blige - Good Morning Gorgeous
- Babyface feat. Ella Mai - Keeps on Fallin'
- Adam Blackstone feat. Jazmine Sullivan - 'Round Midnight

### Rock

#### Miglior canzone rock
- Broken Horses - Brandi Carlile; scritta da Brandi Carlile, Phil Hanseroth e Tim Hanseroth
- Black Summer - Red Hot Chili Peppers; scritta da Flea, John Frusciante, Anthony Kiedis e Chad Smith
- Blackout - Turnstile; scritta da Brady Ebert, Daniel Fang, Franz Lyons, Pat McCrory e Brendan Yates
- Harmonia's Dream - The War on Drugs; scritta da Robbie Bennett ed Adam Granduciel
- Patient Number 9 - Ozzy Osbourne feat. Jeff Beck; scritta da Ozzy Osbourne, Chad Smith, Ali Tamposi, Robert Trujillo ed Andrew Wotman

#### Miglior album rock
- Patient Number 9 - Ozzy Osbourne
- Dropout Boogie - The Black Keys
- The Boy Named If - Elvis Costello and The Imposters
- Crawler - IDLES
- Mainstream Sellout - Machine Gun Kelly
- Lucifer on the Sofa - Spoon

#### Miglior interpretazione metal
- Ozzy Osbourne feat. Tony Iommi - Degradation Rules
- Ghost - Call Me Little Sunshine
- Megadeth - We'll Be Back
- Muse - Kill or Be Killed
- Turnstile - Blackout

#### Miglior interpretazione rock
- Brandi Carlile - Broken Horses
- Bryan Adams - So Happy It Hurts
- Beck - Old Man
- The Black Keys - Wild Child
- IDLES - Crawl!
- Ozzy Osbourne feat. Jeff Beck - Patient Number 9
- Turnstile - Holiday

### Dance/elettronica

#### Miglior album dance/elettronico
- Renaissance - Beyoncé
- Fragments - Bonobo
- Diplo - Diplo
- The Last Goodbye - Odesza
- Surrender - Rüfüs Du Sol

#### Miglior registrazione dance
- Break My Soul - Beyoncé
- Rosewood - Bonobo
- Loom - Diplo e Miguel
- I'm Good (Blue) - David Guetta e Bebe Rexha
- Heartbreak - Kaytranada feat. H.E.R.
- On My Knees - Rüfüs Du Sol

### New Age

#### Migliore album new age
- Mystic Mirror - White Sun
- Positano Songs - Will Ackerman
- Joy - Paul Avgerinos
- Mantra Americana - Madi Das e Dave Stringer con Bhakti Without Borders
- The Passenger - Cheryl B. Engelhardt

### Produzione

#### Produttore dell'anno, non classico
- Jack Antonoff
- Dan Auerbach
- Boi-1da
- Dahi
- D'Mile

#### Miglior composizione remixata, non classica
- About Damn Time (Purple Disco Machine Remix) - Purple Disco Machine
- Break My Soul (Terry Hunter Remix) - Terry Hunter
- Easy Lover (Four Tet Remix) - Four Tet
- Slow Song (Paul Woolford Remix) - Paul Woolford
- Too Late Now (Soulwax Remix) - Soulwax

### Strumentale contemporanea

#### Miglior album strumentale contemporaneo
- Empire Central - Snarky Puppy
- Between Dreaming and Joy - Jeff Coffin
- Not Tight - Domi and JD Beck
- Blooz - Grant Geissman
- Jacob's Ladder - Brad Mehldau

### Videoclip/Film

#### Miglior videoclip
- All Too Well: The Short Film - Taylor Swift; Taylor Swift (regista); Saul Germaine (produttore)
- Easy on Me - Adele; Xavier Dolan (regista); Xavier Dolan, Jannie McInnes & Nancy Grant (produttori)
- Yet to Come (The Most Beautiful Moment) - BTS; Yong Seok Choi (regista); Tiffany Suh (produttore)
- Woman - Doja Cat; Child. (regista); Missy Galanida, Sam Houston, Michelle Larkin & Isaac Rice (produttori)
- The Heart Part 5 - Kendrick Lamar; Dave Free & Kendrick Lamar (registi); Jason Baum & Jamie Rabineau (produttori)
- As It Was - Harry Styles; Tanu Muino (regista); Frank Borin, Ivanna Borin, Fred Bonham Carter, Bryan Younce & Alexa Haywood (produttori)